# Station Ikebukuro
Station Ikebukuro (池袋駅, Ikebukuro-eki) is een treinstation gelegen in de wijk Ikebukuro in Toshima (Tokio). Met 2,71 miljoen passagiers op een gemiddelde dag in 2007 is dit station het op een na drukste treinstation ter wereld (na Station Shinjuku). Het is het drukste station van de netwerken Tōbu, Seibu en Tokyo Metro. Het station wordt voornamelijk gebruikt door forensen uit de prefectuur Saitama en uit andere woongebieden ten noordwesten van het stadscentrum. Het is het eindstation van de Ikebukuro-lijn en de Tojo-lijn.

## Lijnen
- JR East
  - Saikyō-lijn
  - Shōnan-Shinjuku-lijn
  - Yamanote-lijn
- Seibu
  - Ikebukuro-lijn
- Tōbu
  - Tōjō-lijn
- Tokyo Metro
  - Marunouchi-lijn
  - Yūrakuchō-lijn
  - Fukutoshin-lijn